# Siglé (departamento)
Siglé é um departamento ou comuna da província de Boulkiemdé no Burkina Faso. A sua capital é a cidade de Siglé.
Em 1 de julho de 2018 tinha uma população estimada em 37300 habitantes.